# Suluk (Syria)
Suluk (arab. سلوك) – miasto w Syrii, w muhafazie Ar-Rakka. W 2004 roku liczyło 7825 mieszkańców.